# جائزة إيطاليا الكبرى 1961
جائزة إيطاليا الكبرى 1961 هو سباق فورمولا 1 أقيم بتاريخ 10 سبتمبر 1961 في حلبة مونزا، إيطاليا. كان السابع من أصل 8 في بطولة العالم لسباقات الفورمولا واحد موسم 1961. حلّ فيل هيل أولا بينما جاء دان جورني في المركز الثاني وحصل على المركز الثالث النيوزلندي بروس ماكلارين.